# 須坂市立常盤中学校
須坂市立常盤中学校（すざかしりつ ときわちゅうがっこう）は、長野県須坂市にある公立中学校である。
須坂市にある4つの公立中学校のひとつで、市街中心部から市域東部が通学区域である。

## 沿革
1947年、学制改革にともない、須坂中学校として設立。翌年相森中学校と分離、改称した。常盤中学校の校章は、須坂中学校のものを引き継いでいる。1952年、鎌田山北麓の現在地に移転。

### 年表
- 1947年4月 - 須坂町立須坂中学校として設立[3]。学校は現在の須坂小学校敷地内に置かれた[4]。
- 1948年4月 - 須坂中学校は常盤中学校と相森中学校の2校に分離[3][4]。
- 1951年 - 校歌を制定[2]。
- 1952年5月 - 現在地に新校舎が落成し、移転[3]。
- 1954年2月 - 須坂町が市制施行。須坂市立常盤中学校と改称[3]。
  - 10月 - 体育館落成[3]
- 1958年11月 - 給食室竣工[3]
- 1964年7月 - プール竣工[3]
- 1990年3月 - 新体育館竣工[3]
- 1991年3月 - コンピュータ教室落成[3]

## クラブ活動

### 運動部
- 男子バスケットボール部
- 女子バスケットボール部
- 男子バレーボール部
- 女子バレーボール部
- サッカー部
- 陸上競技部
- 剣道部

### 文化部
- 吹奏楽部
- 美術部
- 技術部
- 合唱部

## 備考
- 市街東端にある鎌田山（標高485m[5]）の北麓に位置しており、カモシカが現れることがある[2]。